# Les Grangettes
Les Grangettes là một xã trong vùng hành chính Franche-Comté, thuộc tỉnh Doubs, quận Pontarlier, tổng Pontarlier. Tọa độ địa lý của xã là 46° 49' vĩ độ bắc, 06° 18' kinh độ đông. Les Grangettes nằm trên độ cao trung bình là 895 mét trên mực nước biển, có điểm thấp nhất là 847 mét và điểm cao nhất là 997 mét. Xã có diện tích 5.38 km², dân số vào thời điểm 2005 là 212 người; mật độ dân số là 39 người/km².

## Thông tin nhân khẩu
| 1962 | 1968 | 1975 | 1982 | 1990 | 1999 |
| ---- | ---- | ---- | ---- | ---- | ---- |
| 60   | 93   | 104  | 144  | 169  | 182  |

## Địa điểm tham quan
Nhà thờ Saint-Jean-Baptiste được xây năm 1635 và khánh thành năm 1665.